# Reluicja
Reluicja – w systemie feudalnym zamiana jednej powinności wobec pana feudalnego lub Kościoła na inną. 
Jedną z pierwszych reluicji była zamiana dziesięciny snopowej na dziesięcinę wyliczaną w ziarnie rzadziej czynszową.
Mając własnego zboża dostatek, właściciel ziemi zamiast czynszu w zbożu mógł żądać adekwatnego czynszu w pieniądzu. Jeśli chłop część powinności płacił, np. produkując maty a pan zaczął gustować w dywanach, to maty wyceniano i odtąd, zamiast mat, chłop musiał przekazywać panu ich równowartość. Od XII wieku starano się ujednolicić świadczenia. Drogą reluicji zamiast skór, mat, inwentarza żywego pobierano świadczenia w pieniądzu, w zbożu lub w przeliczeniu na zboże (wybierano formę bardziej opłacalną).
Reluicja była też podstawą uzyskiwania przez chłopów ziemi za odszkodowaniem dla pana feudalnego w XIX w. w Prusach. Przeliczono wówczas wszelkie daniny np. obowiązek zwożenia drewna opałowego na pieniądze i obciążono wszystkich chłopów, podczas gdy w rzeczywistości zwożeniem zajmowało się tylko kilku. Ostatecznie, w ramach odszkodowania za zwolnienie z pełnionych wcześniej powinności, przekazanie na własność ziemi oraz usługę geometry zabrano chłopom ok. połowę uprawianej przez nich ziemi. Panowie się wzbogacili a chłopi znacznie zbiednieli. Niewystarczającą do utrzymania się ziemię musieli sprzedać i udać się w poszukiwaniu pracy w fabrykach.
Forma uwłaszczenia jaką wprowadzono w Królestwie Polskim i powstanie wspólnego użytkowania tak zwanych serwitutów zmobilizowała właścicieli ziemskich do wykupu tych praw od uprawnionych wiosek, najczęściej za przydzielaną z dóbr pana ziemię dla poszczególnych gospodarstw (zob. Ordynacja Zamojska).